# Labarthe-Rivière
Labarthe-Rivière (okzitanisch Era Barta d’Arribèra) ist eine französische Gemeinde mit 1.287 Einwohnern (Stand: 1. Januar 2022) im Département Haute-Garonne in der Region Okzitanien (zuvor Midi-Pyrénées); sie ist Teil des Arrondissements Saint-Gaudens und des Kantons Saint-Gaudens. Die Einwohner werden Bartains genannt.

## Geografie
Labarthe-Rivière liegt in der historischen Provinz Comminges am Fuß der Pyrenäen. Die Garonne begrenzt die Gemeinde im Norden. Umgeben wird Labarthe-Rivière von den Nachbargemeinden Villeneuve-de-Rivière im Norden, Valentine im Osten, Aspret-Sarrat im Südosten, Sauveterre-de-Comminges im Süden, Ardiège im Südwesten, Martres-de-Rivière im Westen, Pointis-de-Rivière im Westen und Nordwesten sowie Bordes-de-Rivière im Nordwesten.

## Bevölkerungsentwicklung
| Jahr                       | 1962 | 1968 | 1975 | 1982 | 1990 | 1999 | 2006 | 2017 |
| -------------------------- | ---- | ---- | ---- | ---- | ---- | ---- | ---- | ---- |
| Einwohner                  | 896  | 1000 | 1177 | 1195 | 1198 | 1152 | 1277 | 1332 |
| Quellen: Cassini und INSEE |      |      |      |      |      |      |      |      |

## Sehenswürdigkeiten
- Kirche Saint-Julien
- Reste eines gallorömischen Bauwerkes, Monument historique

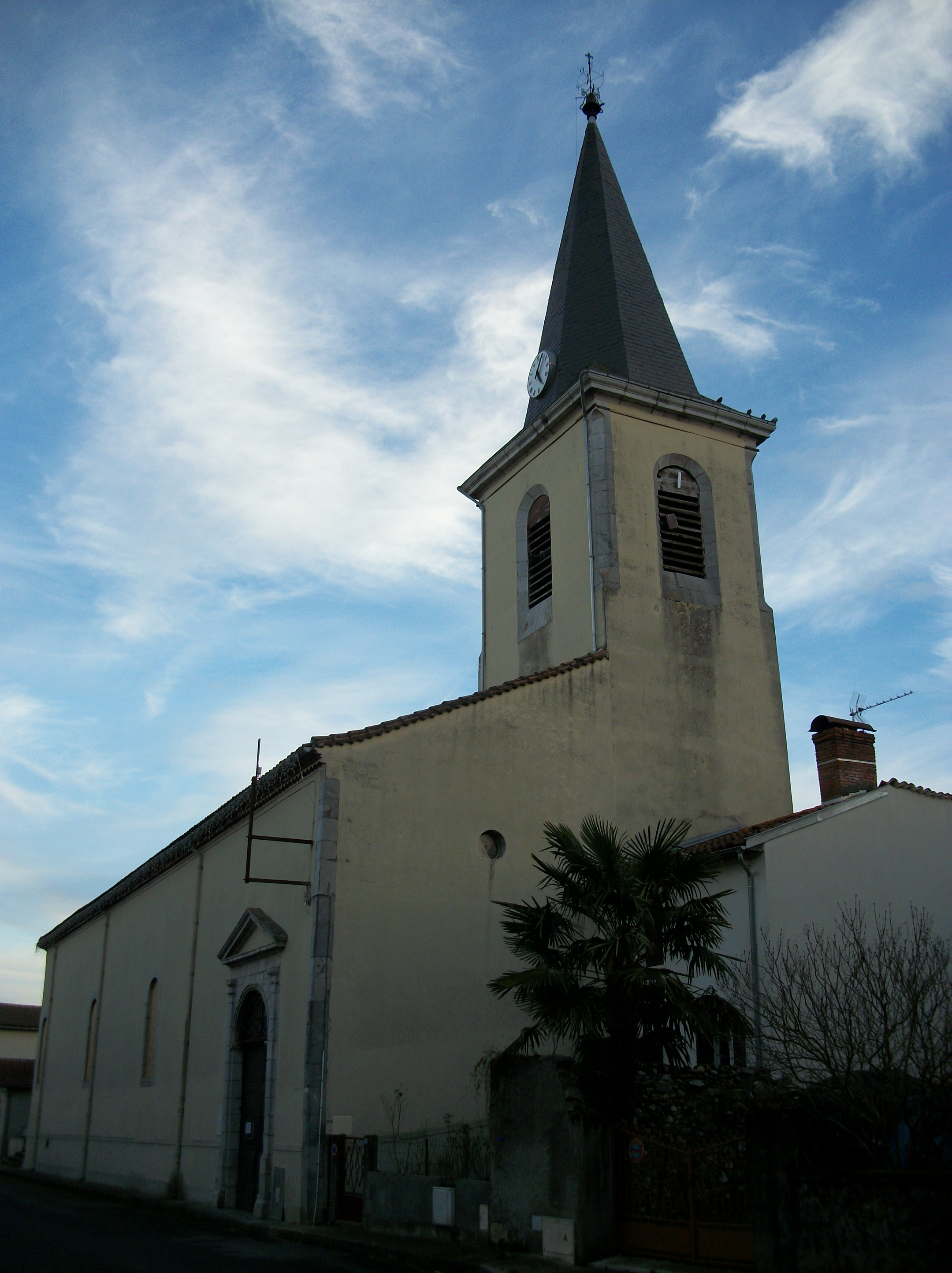
Kirche Saint-Julien
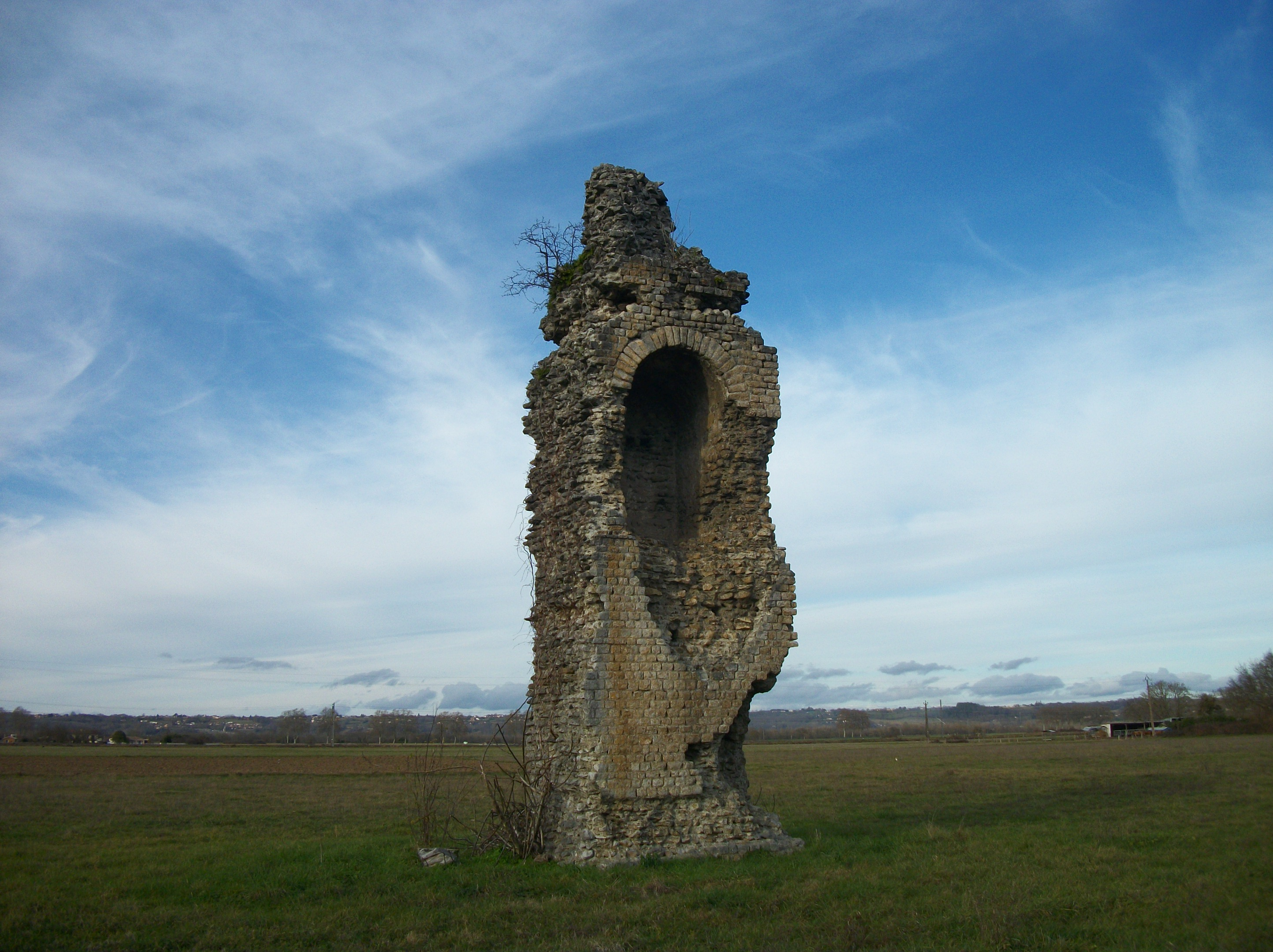
Gallorömische Ruine